# عمر زهران
عمر زهران هو مخرج وممثل وإعلامي مصري وُلد في 19 أكتوبر عام 1963، كان رئيسًا لقناة نايل سينما وشارك بالتمثيل في العديد من العروض المسرحية والأعمال السينمائية والتليفزيونية.

## مسيرته المهنية
بدأ عمر زهران حياته المهنية كمخرج في شبكة راديو وتليفزيون العرب أي آر تي حيث أخرج عددًا من البرامج كان من أبرزها برنامج «أوراق سينمائية» وبرنامج «ساعة صف» وبرنامج «لا تذهب هذا المساء» الذي قدمته الإعلامية منى الشاذلي، ثُم تنقّل بعد ذلك بين القنوات وتدرج في المناصب حتى أصبح رئيسًا لقناة النيل للسينما قبل أن يتجه للتمثيل وكان أوّل ظهور له في فيلم سينمائي عام 2008 في فيلم «الريس عمر حرب» مع المخرج خالد يوسف، ثُم توالت مشاركاته بعد ذلك في الأفلام السينمائية والأعمال التليفزيونية، والتي كان من أبرزها دوره في فيلم «الممر» الذي عُرض في عام 2019 وكان من إخراج شريف عرفة، ودوره في مسلسل «بت القبايل» الذي عُرض في عام 2020.

## أعماله
| سنة العرض | اسم العمل                          | نوع العمل | الدور            |
| --------- | ---------------------------------- | --------- | ---------------- |
| 2022      | الحلم                              | مسلسل     |                  |
| 2022      | حدث في 2 طلعت حرب                  | فيلم      |                  |
| 2022      | سوتس                               | مسلسل     |                  |
| 2022      | طير بينا يا قلبي                   | مسلسل     | مرتضي الخطيب     |
| 2021      | 200 جنيه                           | فيلم      |                  |
| 2020      | إسود فاتح                          | مسلسل     |                  |
| 2020      | بت القبايل                         | مسلسل     | نوار التعلب      |
| 2020      | حكايات بنات (الجزء الخامس)         | مسلسل     | أمجد             |
| 2020      | سكر زيادة                          | مسلسل     |                  |
| 2020      | ليالينا ٨٠                         | مسلسل     | المحامي زوج غادة |
| 2019      | استدعاء ولي عمرو                   | فيلم      | صاحب الأرض       |
| 2019      | الفلوس                             | فيلم      | ضيف التليفزيون   |
| 2019      | الممر                              | فيلم      | القائد           |
| 2019      | بركة                               | مسلسل     | علاء المذيع      |
| 2019      | نصيبي وقسمتك (الموسم الثالث)       | مسلسل     | رفعت             |
| 2018      | كارما                              | فيلم      | قيادي أمني       |
| 2018      | لدينا أقوال أخرى                   | مسلسل     | فريد البدراوي    |
| 2018      | للحب فرصة أخيرة                    | مسلسل     |                  |
| 2017      | تصبح على خير                       | فيلم      | حسن الخديوي      |
| 2017      | هذا المساء                         | مسلسل     | عاصم             |
| 2013      | نظرية الجوافة                      | مسلسل     |                  |
| 2012      | إلا خمسة                           | فيلم      |                  |
| 2012      | كاريوكا                            | مسلسل     |                  |
| 2011      | الفاجومي                           | فيلم      |                  |
| 2010      | حكايات وبنعيشها (حكاية كابتن عفت)  | مسلسل     | حسام ناجي        |
| 2010      | ملكة في المنفى                     | مسلسل     | إسماعيل شرين     |
| 2009      | حكايات وبنعيشها (حكاية مجنون ليلى) | مسلسل     | رمزي             |
| 2008      | الريس عمر حرب                      | فيلم      | حمدي الدونجوان   |

## روابط خارجية
- صفحة الممثل على موقع قاعدة بيانات الأفلام العربية